# بارتيكل إيلوشن

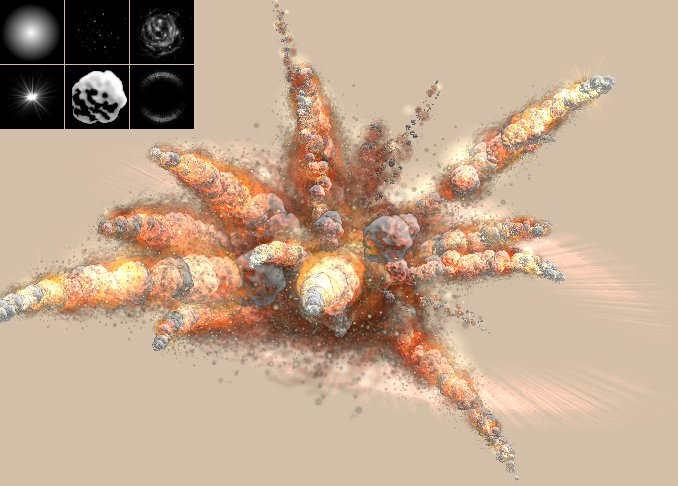
1 frame of an explosion animation done in pIllusion 3 with تشتت الحركة enabled. The upper left displays the used particle shapes (إكساء). Featuring the super emitter which is usually applied in emitters of ألعاب نارية and انفجار effects.

برنامج بارتيكل إيلوشن  (بالإنجليزية: Particle Illusion)‏ يعتبر من برامج المونتاج التي تستخدم لعمل الخدع السينمائيه بل ويعتبر من أقواهم على الأطلاق .. عمله الاساسي هو إضافة مؤثرات متحركة ( مثل مؤثرات الافلام ) النجوم، الدخان، الألعاب النارية، والانفجارات .. و غيرها الكثير .. وعمل كثير من المؤثرات .

## وصلات خارجية
- الموقع الرسمي